# Elección al Senado de los Estados Unidos en Hawái de 2022
Las elecciones al Senado de los Estados Unidos de 2022 en Hawái se llevaron a cabo el 8 de noviembre de 2022 para elegir a un miembro del Senado de los Estados Unidos que represente al estado de Hawái.
El demócrata titular Brian Schatz fue designado para el Senado en 2012 tras la muerte del titular Daniel Inouye. Ganó una elección especial para terminar el mandato de Inouye en 2014, ganó su primer mandato completo en 2016 y ha anunciado que buscará la reelección.
El nominado republicano es el representante estatal y candidato a gobernador en 2018, Bob McDermott.